# Amburana acreana
Amburana acreana là một loài rau đậu thuộc họ Fabaceae.
Loài này có ở Bolivia, Brasil, và Peru.
Chúng hiện đang bị đe dọa vì mất môi trường sống.